# Fischhof (Allersberg)
Fischhof ist ein Gemeindeteil des Marktes Allersberg im Landkreis Roth (Mittelfranken, Bayern). Fischhof liegt in der Gemarkung Birkach.

## Lage
Die Einöde liegt am Nordwestufer der Rothsee-Hauptsperre, das als Naturschutzgebiet ausgewiesen ist. Ein Anliegerweg führt zur Staatsstraße 2225 bei Appelhof (0,6 km nordöstlich).

## Geschichte
1544 wurde der Ort erstmals urkundlich erwähnt.
Gegen Ende des 18. Jahrhunderts gab es in Fischhof ein Anwesen. Das Hochgericht übte das pfalz-neuburgische Landrichteramt Allersberg aus. Das Niedergericht hatte das pfalz-neuburgische Landrichteramt Hilpoltstein. Das Kastenamt Hilpoltstein war Grundherr des Anwesens. Es saß zu dieser Zeit auf dem Anwesen eine Untertansfamilie. Von 1797 bis 1808 unterstand der Ort dem Justiz- und Kammeramt Roth.
Im Rahmen des Gemeindeedikts (frühes 19. Jahrhundert) wurde Fischhof dem Steuerdistrikt Guggenmühle und der Ruralgemeinde Birkach zugewiesen. Am 1. Januar 1975 erfolgte im Zuge der Gebietsreform in Bayern die Eingemeindung nach Allersberg. Beim Bau des Rothsees wurde Fischhof abgebrochen und etwa 100 Meter westlich wieder aufgebaut.

### Einwohnerentwicklung
| Jahr      | 001818 | 001836 | 001861 | 001871 | 001885 | 001900 | 001925 | 001950 | 001961 | 001970 | 001987 |
| Einwohner | 11     | 18     | 20     | 14     | 17     | 11     | 11     | 16     | 14     | 11     | 10     |
| Häuser    | 1      | 3      |        |        | 3      | 3      | 3      | 3      | 3      |        | 2      |
| Quelle    | [ 13 ] | [ 14 ] | [ 15 ] | [ 16 ] | [ 17 ] | [ 18 ] | [ 19 ] | [ 20 ] | [ 21 ] | [ 22 ] | [ 1 ]  |

## Religion
Fischhof ist römisch-katholisch geprägt und bis heute nach Mariä Himmelfahrt (Allersberg) gepfarrt. Die Einwohner evangelisch-lutherischer Konfession gehören zur Pfarrei Eckersmühlen.